# Marie-Thérèse Rodet Geoffrin
Marie-Thérèse Rodet Geoffrin (nata Rodet) (Parigi, 2 giugno 1699 – Parigi, 6 ottobre 1777) è stata una salonnière (salottiera) francese.

## Biografia
Nata Marie-Thérèse Rodet, apparteneva a una famiglia della piccola borghesia. Il padre, Pierre Rodet, dopo essere stato a Versailles al servizio come valletto di camera della delfina di Baviera, si ritirò a Parigi dove fece costruire un albergo che gli diede una discreta rendita. Rimasta orfana della giovane madre, Angélique Thérèse Chemineau, fu affidata alla nonna, Madame Chemineau, che non le diede un'avanzata formazione culturale ma l'avviò all'arte della conversazione.
Si sposò a 15 anni con Pierre François Geoffrin (1665-1749), ricco borghese, amministratore della manifattura di vetri di Saint-Gobain, che forniva la casa reale.  
Animata dal desiderio di distinguersi nel mondo culturale borghese, frequentò il salotto di Madame de Tencin (che come lei abitava in rue saint-Honoré), alla quale era stata presentata da Fontenelle (1657–1757), lo scrittore suo affezionato amico, che come segno del suo affetto la nominò esecutrice delle sue volontà testamentarie. Alla morte di madame di Tencin nel 1749, organizzò, quando ormai aveva cinquant'anni, un proprio salotto. Rimasta vedova in quello stesso anno, grazie alla rendita di cui godeva, ebbe modo di ampliare liberamente il numero degli ospiti del suo salotto invitando non solo intellettuali ed artisti ma anche uomini d'affari, aristocratici, personaggi stranieri di passaggio a Parigi. 

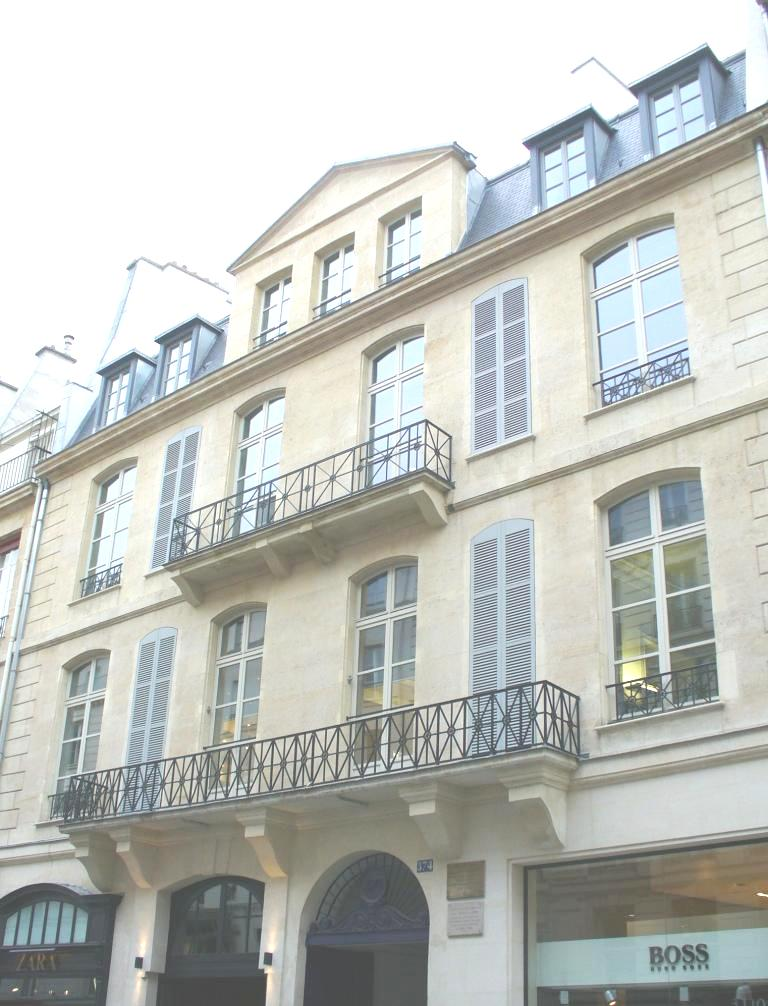
Il palazzo Geoffrin

Dal 1749 al 1777 allestì, nel palazzo in rue Saint-Honoré, di proprietà della sua famiglia, un salotto che si apriva ogni due settimane ai suoi ospiti che si riunivano il lunedì, potendo anche usufruire di una mensa abbondante ed accogliente.  
Nella stessa dimora alloggiava la sua molto istruita figlia Madame de La Ferté-Imbault (nata Marie-Thérèse Geoffrin) (1715-1791), futura marchesa per il suo matrimonio nel 1733 con Philippe Charles d'Estampes marchese di La Ferté-Imbault..  
La figlia rivaleggiò con la madre rinfacciandole il suo titolo nobiliare, contestandole la gestione delle rendite della fabbrica di vetri lasciatale dal marito e fondando nel 1775 la Société des Lanturlus o  Ordre des Lanturlus, un salotto burlesco e scherzoso frequentato da letterati nemici della filosofia.
Madame de Geoffrin cercava di aiutare quelli dei suoi amici che avessero bisogno di essere sostenuti senza esagerare nel lusso e nel superfluo. La sua modestia nelle spese fu oggetto di sarcasmo da parte della sua rivale Madame du Deffand che diceva «Quanto rumore per una frittata col lardo!»

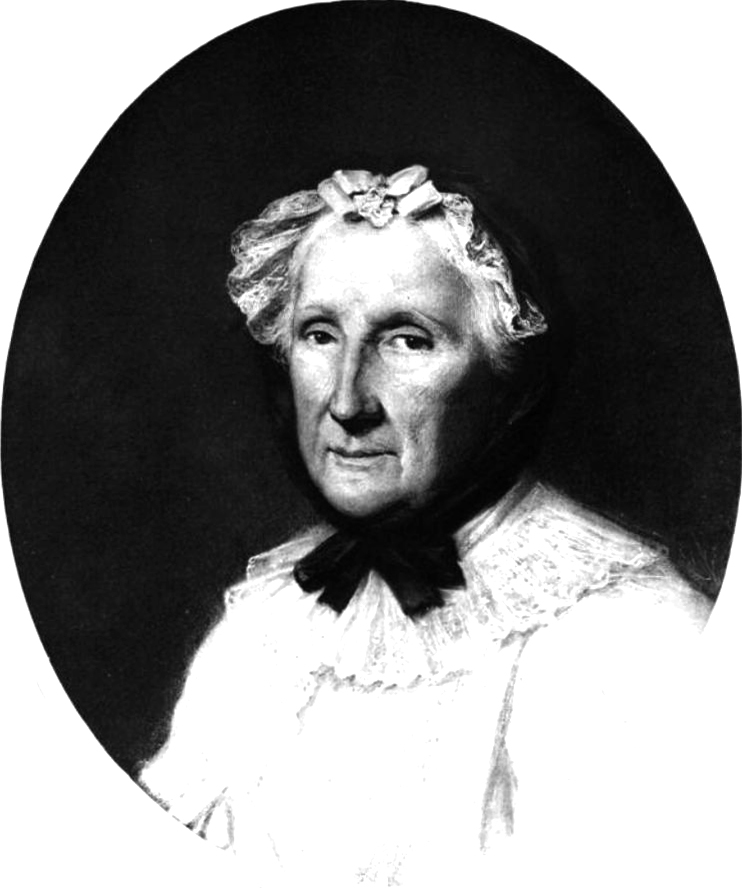
Madame Geoffrin in età avanzata

Certamente nei suoi appartamenti non si ritrovava il lusso esagerato ed appariscente che caratterizzava il tenore di vita di Madame de Pompadour (1721–1764), che dominava nei costumi parigini di fine '700. 
Marie-Thérèse, che era di grande semplicità di gusti, si limitava ad offrire ai suoi ospiti un ambiente decoroso e le «commodités de la conversation» (comodità della conversazione) e si mantenne in questa modestia di comportamenti per tutta la sua vita, contrassegnata anche da importanti rapporti amichevoli con grandi personalità, come il re Gustavo III di Svezia, la zarina Caterina II di Russia e il re Stanislao II Augusto Poniatowski, con le quali corrispondeva personalmente.
Colpita da emiplegia, la sua agonia fu caratterizzata dallo scontro accanito al suo capezzale tra D'Alembert, appoggiato da tutto il partito enciclopedista anticlericale, e la figlia, la marchesa della Ferté-Imbault, che, sostenuta dal "partito dei devoti", fece in modo che il curato della chiesa di Saint-Roch, dove verrà poi inumata la sua salma, potesse somministrare alla madre gli ultimi sacramenti.
Fra i meriti culturali di madame Geoffrin si annovera il suo personale contributo per aver sovvenzionato spiritualmente e materialmente una parte della costosa pubblicazione della Encyclopédie di Diderot e D'Alembert. 
Madame Geoffrin non è stata dimenticata dalla cultura francese: una delle statue che decorano l'Hôtel de ville de Paris la ricorda al pubblico.

## Il salotto di Madame Geoffrin

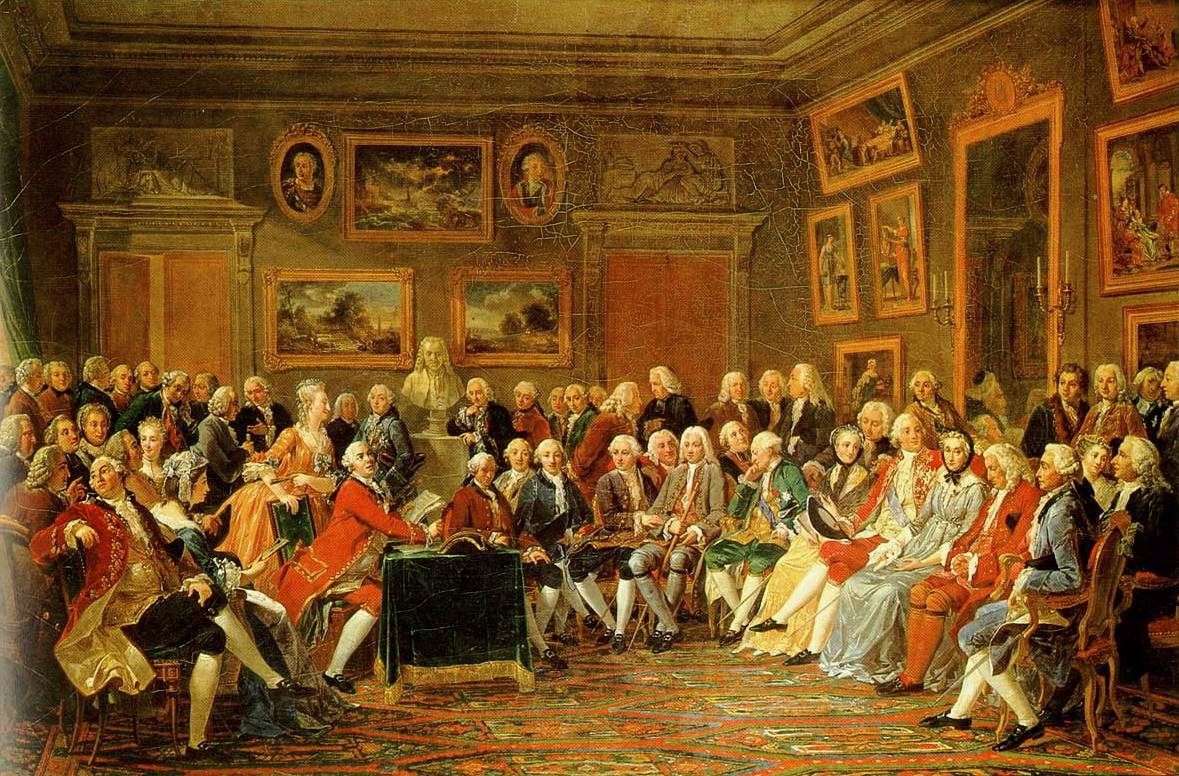
Dipinto di Charles Gabriel Lemonnier rappresentante la lettura della tragedia di Voltaire, allora in esilio, L'orfano della Cina (1755) nel salotto di madame Geoffrin a rue Saint-Honoré. Riuniti intorno al busto di Voltaire ci sono Rousseau, Montesquieu, Diderot, d'Alembert e Buffon. Gli altri ospiti sono Gresset, Marivaux, Marmontel, Vien, La Condamine, Raynal, Rameau, mademoiselle Clairon, Hènault, Choiseul, Bouchardon, Soufflot, Saint-Lambert, il conte di Caylus, Felice, Quesnay, il barone di Aulne, Malesherbes, Richelieu, Maupertis, Mairan, d'Aguesseau, Clairault, la contessa di Houdetot, Vernet, Fontenelle, il duca di Nivernais, Crèbillon, Duclos, Helvètius, Vanloo, Le Kain, Lespinasse, Boccage, Réaumur, Graffigny, Condillac, Jussieu e Daubenton.

Questo dipinto, commissionato a Anicet Charles Gabriel Lemonnier nel 1814 da Joséphine de Beauharnais per adornare il castello della Malmaison, è naturalmente un'opera di fantasia del pittore che immagina una riunione di tutti i celebri personaggi che avrebbero potuto esser presenti nel salotto di Madame Geoffrin.
La pittura è accompagnata da una tavola esplicativa che raffigura la silhouette dei personaggi che vengono identificati con un sistema di rinvii numerati.